# Alfredo Bryce Echenique
Alfredo Marcelo Bryce Echenique (Lima, 19 de febrero de 1939) es un escritor peruano, célebre por novelas como Un mundo para Julius, La vida exagerada de Martín Romaña o No me esperen en abril.

## Biografía

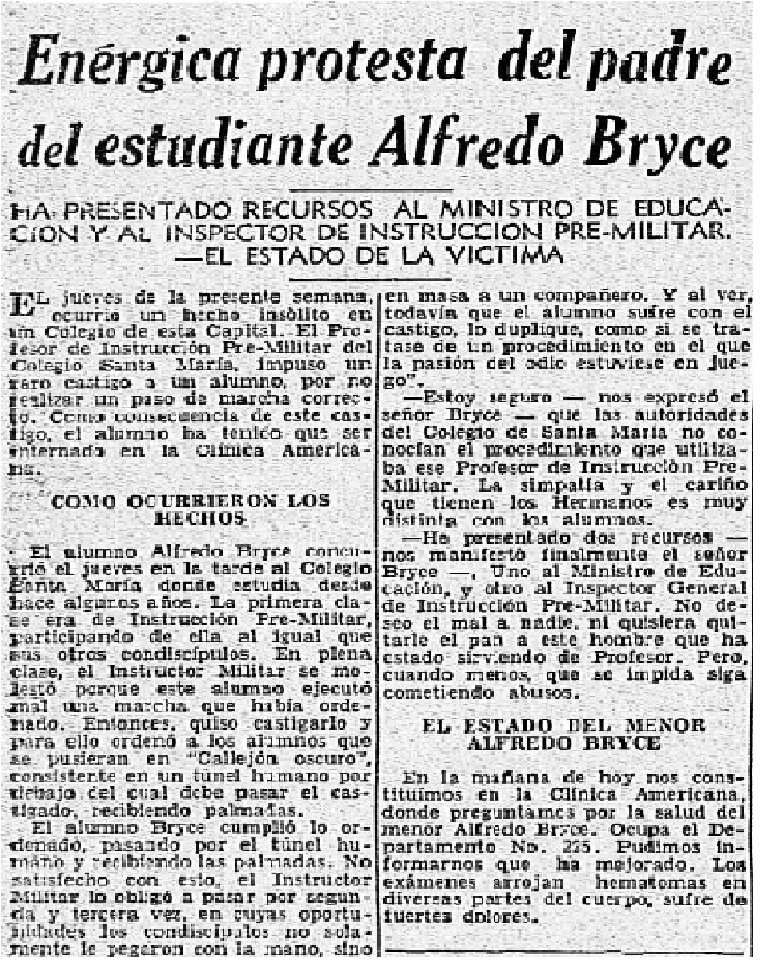
Nota de El Comercio, después del incidente en el colegio Santa María, que terminó con Alfredo Bryce hospitalizado, después de que un profesor militar le hiciera practicar ciertos ejercicios como castigo, 1958.

Nacido en el seno de una prominente familia de banqueros el 19 de febrero de 1939, sus padres fueron Francisco Bryce Arróspide y Elena Echenique Basombrío. Su abuelo materno fue el banquero Francisco Echenique Bryce mientras que su tatarabuelo, el puneño José Rufino Echenique, llegó a ser presidente del Perú (1851-1855). Su familia está también relacionada con la francesa Flora Tristán y con el barón Clemente Althaus de Hesse.
Bryce Echenique cursó sus estudios primarios en el Inmaculado Corazón, y secundarios, en el Santa María Marianistas primero y, luego, tras un incidente en este colegio por el que hubo de ser hospitalizado, ingresó al San Pablo, un internado británico en Lima. En 1957, ingresó a la Universidad de San Marcos, donde se licenció en Derecho; obtuvo asimismo más tarde el título de doctor en Letras (1977). Fue profesor durante algún tiempo en el Colegio San Andrés (ex Anglo-Peruano), donde enseñó Castellano y Literatura.

### Viaje y estancia en Francia
En 1964, se trasladó a Europa y residió en Francia —en París se diplomó en La Sorbona en Literatura francesa clásica (1965) y contemporánea (1966), Magíster en Literatura por la Universidad de Vincennes (1975)—, Italia, Grecia y Alemania. Desde 1984 hasta 2010 radicó en España, aunque solía pasar largas temporadas en su tierra natal.
En 1968, el general Juan Velasco Alvarado asumió el poder en el Perú y dos años después, en 1970, nacionalizaba el Banco Internacional del Perú, del que su padre había sido gerente y su abuelo presidente, lo que perjudicó enormemente a su familia.
Regresó brevemente al Perú en 1999, y abandonó el país ante el clima político reinante. Volvió a Barcelona en 2002 y publicó tres años más tarde su segundo libro de memorias, Permiso para sentir, en el que denuncia ácidamente la transformación de Perú.
Bryce Echenique se ha declarado seguidor de los argentinos Julio Cortázar y Manuel Puig, y de los peruanos Julio Ramón Ribeyro y César Vallejo, porque "introdujeron y produjeron el mundo de los sentimientos y el humor, tópicos muy escasos dentro de la literatura latinoamericana de entonces".
La narrativa de Bryce Echenique, entre lo delirante, lo añorante y lo grotesco, está poblada de simpáticos personajes que se mueven como un poco perdidos en un mundo laberíntico, en medio del humor más fino y la ironía más tierna. Bryce Echenique es un maestro de la palabra, a la que domina y recrea, concediéndole nuevos significados. Su fino humor es reconocido tanto en América Latina como en Europa. Todas sus obras están llenas de personajes que él conoció personalmente.
El escritor está de acuerdo con los críticos que han dicho que los cuatro temas principales de su obra son "el amor, la soledad, la enfermedad (la depresión, muy concretamente) y la felicidad" y por eso los ensayos recogidos en Entre la soledad y el amor pretenden ser, según sus propias palabras, "una meditación cuando menos honda sobre el núcleo ardiente de mis libros pero también sobre lo que yo considero cuatro experiencias fundamentales de todo ser humano".
Ha trabajado como profesor en las universidades de Nanterre, La Sorbona, Vincennes, Montpellier, Yale, Austin, Puerto Rico y otras. Ha dado conferencias y hecho ponencias en congresos de escritores en Argentina, Bulgaria, Canadá, Cuba, España, Estados Unidos, Francia, Italia, México, Perú, Puerto Rico, Suecia, Venezuela.
Su obra ha recibido importantes premios y ha sido traducida a diversos idiomas.
Su hermana, Clementina Bryce Echenique, está casada con el periodista Francisco Igartua Rovira, fundador y diseñador de los dos principales semanarios del Perú, Oiga (1948-1995) y Caretas (1950). Desde el comienzo de la segunda etapa de Oiga, a finales de 1962, Alfredo Bryce Echenique inició una serie de colaboraciones periodísticas que finalizaron en agosto de 1995, con el cierre definitivo de la revista. A través de estas colaboraciones se pueden conocer muchas facetas del carácter de Bryce, como su posición antidictadura y de enfrentamiento contra todo abuso. Su resolución a decir las cosas como son, le mereció ser llamado el Niño Terrible o Julius, como el personaje principal de una de sus obras.

### Acusaciones de plagio
Bryce Echenique protagonizó, en la primera década del presente siglo, un escándalo relacionado con el plagio de artículos periodísticos, y el 9 de enero de 2009, un tribunal administrativo peruano lo condenó a pagar una multa de 177 500 soles (unos 53 000 dólares), por el plagio de 16 textos pertenecientes a 15 autores, varios de los cuales aparecieron originalmente en medios españoles, entre ellos, uno de Sergi Pàmies publicado en La Vanguardia y otro en El Periódico de Extremadura. Ante la irrefutabilidad de los cargos, Bryce Echenique trató infructuosamente de probar que los artículos habían sido publicados sin su autorización y negó ser el autor de ellos. Posteriormente declaró a la prensa especializada —después de declarado ganador del Premio FIL— que le retornaron el importe de la sanción pecuniaria y que sus asuntos caminaban por buena ruta.

### Años 2010
El 2 de julio, en el Hotel Country Club de Lima, presentó Dándole pena a la tristeza, basada en la vida de su abuelo el banquero Francisco Echenique Bryce. Esta novela podría ser la última que escribe: "No tengo proyectada otra novela. Nunca puede saberse con certeza, pero lo que sigue es el tercer volumen de mis antimemorias. El título viene de Quevedo: Arrabal de senectud", había declarado al respecto en 2011, cuando estaba escribiéndola, "alejado de todo, en una casa de playa llamada Totoritas".
En septiembre del 2012, ganó el Premio FIL de Literatura en Lenguas Romances, provocando una gran polémica: conocidos escritores, como los mexicanos Fernando del Paso (1935-2018) o Juan Villoro (n. 1956) por citar solo a dos, criticaron al jurado argumentando que no se le debía dar el galardón a un autor que había sido condenado por el plagio de artículos, mientras que los que distinguieron a Bryce Echenique, entre los que se encuentra Jorge Volpi (n. 1968), así como otros novelistas, lo justificaron aduciendo que "Bryce fue reconocido por sus novelas y cuentos: el periodismo no se enumera". Volpi, a quien pertenece esta frase, agregaba: "Me pregunto si nuestra inquisición literaria también recabará firmas para que se le despoje del Premio Nobel a Günter Grass por haber mentido y negar que de joven se enroló en un batallón de las SS?, ¿o el Cervantes a Álvaro Mutis, condenado por malversación de fondos?". De todas formas, el revuelo fue tal, que, en una decisión sin precedentes, se optó por no entregar el premio durante la Feria Internacional del Libro de Guadalajara, sino dárselo calladamente en el Perú.
Bryce Echenique ha estado casado tres veces (con Maggie Revilla, Pilar de Vega Martínez y Ana Chávez Montoya), además de un último "mediomatrimonio" con la modelo puertorriqueña Tere Llenza, 32 años menor que él, que también fracasó.

## Premios y reconocimientos
- Mención en el Premio Casa de las Américas 1968, por Huerto cerrado.
- Premio Nacional de Literatura 1972, por Un mundo para Julius.
- Orden El Sol del Perú, rechazada por Bryce Echenique al gobierno de Fujimori alegando sus convicciones democráticas.
- Premio Nacional de Narrativa de España 1998, por Reo de nocturnidad
- Premio Planeta en 2002 por El huerto de mi amada.
- Premio Grinzane Cavour 2002, (Italia) por La amigdalitis de Tarzán.
- Reconocimiento del Banco Financiero en 2004 por las exposiciones de La escritura de mis libros y humor y Personajes en mi obra narrativa.[13]
- Premio FIL de Literatura en Lenguas Romances 2012

## Obras

### Novelas
- 1970 - Un mundo para Julius
- 1977 - Tantas veces Pedro
- 1981 - La vida exagerada de Martín Romaña
- 1985 - El hombre que hablaba de Octavia de Cádiz. Esta y la anterior forman el díptico que el autor bautizó como Cuaderno de navegación en un sillón Voltaire.
- 1988 - La última mudanza de Felipe Carrillo
- 1990 - Dos señoras conversan
- 1995 - No me esperen en abril
- 1997 - Reo de nocturnidad
- 1999 - La amigdalitis de Tarzán
- 2002 - El huerto de mi amada
- 2007 - Las obras infames de Pancho Marambio
- 2012 - Dándole pena a la tristeza

### Cuentos
- 1968 - Huerto cerrado, contiene 12 relatos:
  - Dos indios, Con Jimmy en Paracas, El camino es así, Su mejor negocio, Las notas que duerman en las cuerdas, Una mano en las cuerdas, Un amigo de cuarenta y cuatro años, Yo soy el rey, El descubrimiento de América, La madre, el hijo y el pintor, El hombre, el cinema y el tranvía y Extraña diversión
- 1974 - La felicidad ja ja
- 1979 - Todos los cuentos, Mosca Azul, Lima
- 1986 - Magdalena peruana y otros cuentos
- 1987 - Goig. Relato infantil escrito en colaboración con la escritora salvadoreña Ana María Dueñas y dibujos de Sonia Bermúdez
- 1995 - Cuentos completos
- 1999 - Guía triste de París
- 2009 - La esposa del rey de las curvas

### Textos biográficos
- 1977 - A vuelo de buen cubero
- 1987 - Crónicas personales (edición aumentada de A vuelo de buen cubero), Anagrama, Barcelona
- 1993 - Permiso para vivir ("Antimemorias" I)[14]
- 2003 - Doce cartas a dos amigos
- 2005 - Permiso para sentir ("Antimemorias" II)
- 2021 - Permiso para retirarme ("Antimemorias" III)[15]
- 2024 - Desde la Hondonada 1

### Ensayos y artículos
- 1996 - A trancas y barrancas
- 2000 - La historia personal de mis libros, Fondo Editorial Cultura Peruana, Lima
- 2002 - Crónicas perdidas, artículos, estudios, conferencias y cartas públicas publicadas en diferentes medios entre 1972 y 1997, Anagrama, Barcelona[16]
- 2004 - Entrevistas escogidas, selección, prólogo y notas de Jorge Coaguila; Fondo Editorial Cultura Peruana, Lima
- 2005 - Entre la soledad y el amor, libro dividido en 4 partes, precedidas de unas Palabras preliminares, contiene los siguientes 10 textos:
  - I LA SOLEDAD: El otro y nostros, La señora X, Soledades contemporáneas y La vejez no se cura
  - II LA DEPRESIÓN: Del humor, del dolor y de la risa (crónica de una depresión)
  - III LA FELICIDAD: La felicidad nuestra de cada día
  - IV EL AMOR: El amor absolutamente melancólico, Cuatro estaciones del amor (y su melancolía), El amor juvenil y Los amores tardíos

## Árbol genealógico
|  |                                           |  |  |  |  |  |  |  |  |  |  |  |  |  |  |  |
|  | 16. Francis Bryce                         |  |  |  |  |  |  |  |  |  |  |  |  |  |  |  |
|  |                                           |  |  |  |  |  |  |  |  |  |  |  |  |  |  |  |
|  |                                           |  |  |  |  |  |  |  |  |  |  |  |  |  |  |  |
|  | 8. Francis Bryce Weddle                   |  |  |  |  |  |  |  |  |  |  |  |  |  |  |  |
|  |                                           |  |  |  |  |  |  |  |  |  |  |  |  |  |  |  |
|  |                                           |  |  |  |  |  |  |  |  |  |  |  |  |  |  |  |
|  | 17. Janet Weddle                          |  |  |  |  |  |  |  |  |  |  |  |  |  |  |  |
|  |                                           |  |  |  |  |  |  |  |  |  |  |  |  |  |  |  |
|  |                                           |  |  |  |  |  |  |  |  |  |  |  |  |  |  |  |
|  | 4. Ramón Enrique Bryce López-Aldana       |  |  |  |  |  |  |  |  |  |  |  |  |  |  |  |
|  |                                           |  |  |  |  |  |  |  |  |  |  |  |  |  |  |  |
|  |                                           |  |  |  |  |  |  |  |  |  |  |  |  |  |  |  |
|  | 18. Fernando López Aldana                 |  |  |  |  |  |  |  |  |  |  |  |  |  |  |  |
|  |                                           |  |  |  |  |  |  |  |  |  |  |  |  |  |  |  |
|  |                                           |  |  |  |  |  |  |  |  |  |  |  |  |  |  |  |
|  | 9. Clementina López-Aldana Larriva        |  |  |  |  |  |  |  |  |  |  |  |  |  |  |  |
|  |                                           |  |  |  |  |  |  |  |  |  |  |  |  |  |  |  |
|  |                                           |  |  |  |  |  |  |  |  |  |  |  |  |  |  |  |
|  | 19. Carmen Larriva y González             |  |  |  |  |  |  |  |  |  |  |  |  |  |  |  |
|  |                                           |  |  |  |  |  |  |  |  |  |  |  |  |  |  |  |
|  |                                           |  |  |  |  |  |  |  |  |  |  |  |  |  |  |  |
|  | 2. Francisco Bryce Arróspide              |  |  |  |  |  |  |  |  |  |  |  |  |  |  |  |
|  |                                           |  |  |  |  |  |  |  |  |  |  |  |  |  |  |  |
|  |                                           |  |  |  |  |  |  |  |  |  |  |  |  |  |  |  |
|  | 20. José Mateo de Arróspide y González    |  |  |  |  |  |  |  |  |  |  |  |  |  |  |  |
|  |                                           |  |  |  |  |  |  |  |  |  |  |  |  |  |  |  |
|  |                                           |  |  |  |  |  |  |  |  |  |  |  |  |  |  |  |
|  | 10. Manuel Isaac Arróspide y Echenique    |  |  |  |  |  |  |  |  |  |  |  |  |  |  |  |
|  |                                           |  |  |  |  |  |  |  |  |  |  |  |  |  |  |  |
|  |                                           |  |  |  |  |  |  |  |  |  |  |  |  |  |  |  |
|  | 21. Benita Echenique y Benavente          |  |  |  |  |  |  |  |  |  |  |  |  |  |  |  |
|  |                                           |  |  |  |  |  |  |  |  |  |  |  |  |  |  |  |
|  |                                           |  |  |  |  |  |  |  |  |  |  |  |  |  |  |  |
|  | 5. Rosa Victoria Arróspide Hurtado        |  |  |  |  |  |  |  |  |  |  |  |  |  |  |  |
|  |                                           |  |  |  |  |  |  |  |  |  |  |  |  |  |  |  |
|  |                                           |  |  |  |  |  |  |  |  |  |  |  |  |  |  |  |
|  | 22. Manuel Alejo Hurtado y Rosas          |  |  |  |  |  |  |  |  |  |  |  |  |  |  |  |
|  |                                           |  |  |  |  |  |  |  |  |  |  |  |  |  |  |  |
|  |                                           |  |  |  |  |  |  |  |  |  |  |  |  |  |  |  |
|  | 11. Petronila Hurtado Fernández-Prada     |  |  |  |  |  |  |  |  |  |  |  |  |  |  |  |
|  |                                           |  |  |  |  |  |  |  |  |  |  |  |  |  |  |  |
|  |                                           |  |  |  |  |  |  |  |  |  |  |  |  |  |  |  |
|  | 23. Isabel Fernández de Prada y Castro    |  |  |  |  |  |  |  |  |  |  |  |  |  |  |  |
|  |                                           |  |  |  |  |  |  |  |  |  |  |  |  |  |  |  |
|  |                                           |  |  |  |  |  |  |  |  |  |  |  |  |  |  |  |
|  | 1. Alfredo Marcelo Bryce Echenique        |  |  |  |  |  |  |  |  |  |  |  |  |  |  |  |
|  |                                           |  |  |  |  |  |  |  |  |  |  |  |  |  |  |  |
|  |                                           |  |  |  |  |  |  |  |  |  |  |  |  |  |  |  |
|  | 24. José Rufino Echenique y Benavente     |  |  |  |  |  |  |  |  |  |  |  |  |  |  |  |
|  |                                           |  |  |  |  |  |  |  |  |  |  |  |  |  |  |  |
|  |                                           |  |  |  |  |  |  |  |  |  |  |  |  |  |  |  |
|  | 12. José Rufino Echenique y Tristán       |  |  |  |  |  |  |  |  |  |  |  |  |  |  |  |
|  |                                           |  |  |  |  |  |  |  |  |  |  |  |  |  |  |  |
|  |                                           |  |  |  |  |  |  |  |  |  |  |  |  |  |  |  |
|  | 25. Victoria Tristán y Flores del Campo   |  |  |  |  |  |  |  |  |  |  |  |  |  |  |  |
|  |                                           |  |  |  |  |  |  |  |  |  |  |  |  |  |  |  |
|  |                                           |  |  |  |  |  |  |  |  |  |  |  |  |  |  |  |
|  | 6. Francisco Echenique Bryce              |  |  |  |  |  |  |  |  |  |  |  |  |  |  |  |
|  |                                           |  |  |  |  |  |  |  |  |  |  |  |  |  |  |  |
|  |                                           |  |  |  |  |  |  |  |  |  |  |  |  |  |  |  |
|  | 26. Francis Bryce Weddle (= 8)            |  |  |  |  |  |  |  |  |  |  |  |  |  |  |  |
|  |                                           |  |  |  |  |  |  |  |  |  |  |  |  |  |  |  |
|  |                                           |  |  |  |  |  |  |  |  |  |  |  |  |  |  |  |
|  | 13. María Rosa Elena Bryce López-Aldana   |  |  |  |  |  |  |  |  |  |  |  |  |  |  |  |
|  |                                           |  |  |  |  |  |  |  |  |  |  |  |  |  |  |  |
|  |                                           |  |  |  |  |  |  |  |  |  |  |  |  |  |  |  |
|  | 27. Clementina López-Aldana Larriva (= 9) |  |  |  |  |  |  |  |  |  |  |  |  |  |  |  |
|  |                                           |  |  |  |  |  |  |  |  |  |  |  |  |  |  |  |
|  |                                           |  |  |  |  |  |  |  |  |  |  |  |  |  |  |  |
|  | 3. Elena Echenique Basombrío              |  |  |  |  |  |  |  |  |  |  |  |  |  |  |  |
|  |                                           |  |  |  |  |  |  |  |  |  |  |  |  |  |  |  |
|  |                                           |  |  |  |  |  |  |  |  |  |  |  |  |  |  |  |
|  | 28. Juan Basombrío Zagal                  |  |  |  |  |  |  |  |  |  |  |  |  |  |  |  |
|  |                                           |  |  |  |  |  |  |  |  |  |  |  |  |  |  |  |
|  |                                           |  |  |  |  |  |  |  |  |  |  |  |  |  |  |  |
|  | 14. Juan Ignacio Basombrío López          |  |  |  |  |  |  |  |  |  |  |  |  |  |  |  |
|  |                                           |  |  |  |  |  |  |  |  |  |  |  |  |  |  |  |
|  |                                           |  |  |  |  |  |  |  |  |  |  |  |  |  |  |  |
|  | 29.Petronila López Hurtado                |  |  |  |  |  |  |  |  |  |  |  |  |  |  |  |
|  |                                           |  |  |  |  |  |  |  |  |  |  |  |  |  |  |  |
|  |                                           |  |  |  |  |  |  |  |  |  |  |  |  |  |  |  |
|  | 7. Teresa Basombrío Gastañeta             |  |  |  |  |  |  |  |  |  |  |  |  |  |  |  |
|  |                                           |  |  |  |  |  |  |  |  |  |  |  |  |  |  |  |
|  |                                           |  |  |  |  |  |  |  |  |  |  |  |  |  |  |  |
|  | 30. Pedro Nolasco Gastañeta y Rivero      |  |  |  |  |  |  |  |  |  |  |  |  |  |  |  |
|  |                                           |  |  |  |  |  |  |  |  |  |  |  |  |  |  |  |
|  |                                           |  |  |  |  |  |  |  |  |  |  |  |  |  |  |  |
|  | 15. María Hortensia Gastañeta Espinoza    |  |  |  |  |  |  |  |  |  |  |  |  |  |  |  |
|  |                                           |  |  |  |  |  |  |  |  |  |  |  |  |  |  |  |
|  |                                           |  |  |  |  |  |  |  |  |  |  |  |  |  |  |  |
|  | 31. Carmen Espinoza Álvarez               |  |  |  |  |  |  |  |  |  |  |  |  |  |  |  |
|  |                                           |  |  |  |  |  |  |  |  |  |  |  |  |  |  |  |
|  |                                           |  |  |  |  |  |  |  |  |  |  |  |  |  |  |  |